# Laddningsbärare
Laddningsbärare är inom fysiken partiklar med fri rörlighet som är bärare av en elektrisk laddning. Exempel är elektroner, joner och hål (kvasipartikel). I ett ledande medium kan ett elektriskt fält utöva kraftverkan på dessa fria partiklar, orsakande en nettorörelse av partiklarna genom mediet, vilket är vad som karaktäriserar en elektrisk ström. I olika ledande medier kan olika partiklar tjäna som laddningsbärare:
- I metaller, är laddningsbärarna elektroner. En eller två av valenselektronerna hos varje atom har möjlighet att röra sig fritt inom metallens kristallstruktur. De fria elektronerna sägs tillhöra metallens ledningsband eller utgöra en fermigas.
- I elektrolyter, sådana som saltvatten, är laddningsbärarna joner, atomer eller molekyler som upptagit eller förlorat elektroner och därmed är laddade. Atomer som upptagit elektroner så att de är negativt laddade, kallas anjoner, atomer som har förlorat elektroner så att de är positivt laddade, kallas katjoner. Katjoner och anjoner tjänar också som laddningsbärare i smälta joniska ämnen. Protonledare är elektrolytiska ledare som använder positiva vätejoner som laddningsbärare.
- I ett plasma, en elektriskt laddad gas, vilken förekommer i ljusbågear genom luft, neonskyltar, i solen och i stjärnor, är katjoner i form av joniserad gas laddningsbärare.
- I ett vakuum kan elektroner förekomma som laddningsbärare. Dessa kallas ibland elektronstrålar. I ett vakuumrör är det rörliga elektronmolnet genererat av en uppvärmd metallisk katod, vilken orsakar termisk emission.
- I halvledare (det material som används för att tillverka transistorer och integrerade kretsar), förekommer förutom elektroner, så kallade "hål", rörliga vakanser i valensbandet, som verkar som rörliga positiva laddningsbärare.

I vissa ledare, såsom jonlösningar och plasman, kan det förekomma både positiva och negativa laddningsbärare och en elektrisk ström genom ledarna kan vara riktad i två motsatta riktningar. I andra ledare, som metaller, förekommer endast ett slag av laddningsbärare som rör sig i en riktning.

## Laddningsbärare i halvledare

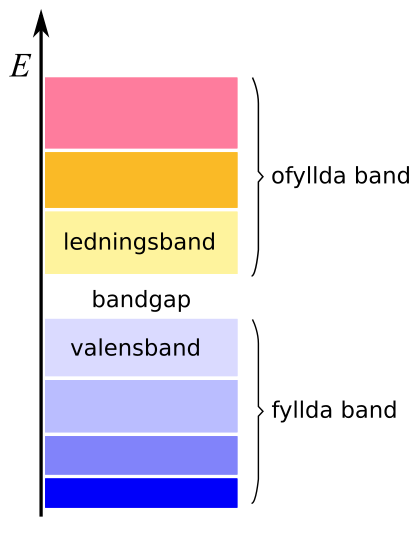
Elektroners bandstruktur i en halvledare

Det finns två typer av laddningsbärare i halvledare, den negativa elektronen och rörliga vakanser i valensbandet (hål) som kan behandlas som bärare av positiva laddningar av samma storlek som elektronen.

### Generering av laddningsbärare och rekombination
När en elektron möter ett hål sker en rekombination och dessa två fria bärare kan anses försvinna. Den frigjorda energin kan vara endera termisk, en upphettning av halvledaren (termisk rekombination), eller ske genom bildandet av fotoner (optisk rekombination) som i fallet LED. Rekombinationen innebär att en elektron som blivit exiterad till valensbandet faller tillbaka till ett ledigt tillstånd i valensbandet (ett hål). Hålen är lediga tillstånd som skapas i valensbandet när elektroner exiteras till ledningsbandet.

### Majoritets- och minioritetsbärare
Den dominerande typen av laddningsbärare kallas majoritetsbärare, vilka huvudsakligen svarar för laddningstransporten i en halvledare. I n-dopade halvledare är dessa elektroner, medan de i p-dopade halvledare är hål. Den minst förekommande typen av laddningsbärare kallas minioritetsbärare, i n-dopade halvledare är dessa hål medan de i p-dopade halvledare är elektroner.
I en egenhalvledare, vilken inte innehåller orenheter, är den ideala koncentrationen av de olika ledartyperna lika. Om egenhalvledaren dopas med en donatororenhet blir majoritetsbärarna elektroner. Om egenhalvledaren dopas med en acceptororenhet blir majoritetsbärarna hål.
Minioritetsbärarna spelar en viktig roll för bipolära transistorer och solceller. Deras roll för fälteffekttransistorer (FET) är mer komplex; till exempel, en MOSFET har både p-dopade och n-dopade områden.